# John Torrey Morse

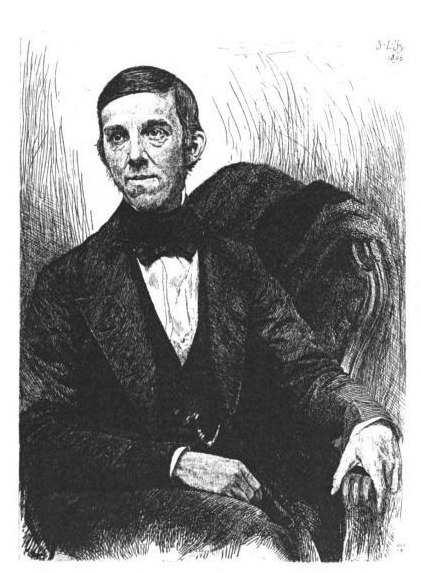
John Torrey Morse

John Torrey Morse (auch John T. Morse,* 9. Januar 1840 in Boston, Suffolk County, Massachusetts; † 27. März 1937 in Needham, Norfolk County, Massachusetts) war ein US-amerikanischer Historiker, Biograph und Anwalt.

## Leben

### Familie und Ausbildung
Der gebürtige Bostoner John Torrey Morse, Sohn des Geschäftsmannes John Torrey Morse senior (1813–1906) und der Lucy Cabot Jackson Morse (1815–1891), graduierte 1860 zum Bachelor of Arts an der Harvard University. Er heiratete am 10. Juni 1865 Fannie Pope Hovey (1840–1922). Der Ehe entstammte der Sohn Cabot Jackson (1868–1946). John Torrey Morse starb im März 1937 im Alter von 97 Jahren. Seine letzte Ruhestätte fand er neben seiner Frau auf dem Mount Auburn Cemetery in Cambridge.

### Beruflicher Werdegang
John Torrey Morse eröffnete 1862 eine eigene Anwaltspraxis in Boston, 1876 gehörte er dem Massachusetts House of Representatives an. 1880 legte er seine Praxis nieder, um sich ganz der Schriftstellerei zu widmen. Er fungierte als Mitherausgeber des International Review und Herausgeber der American Statesmen Series. John Torrey Morse trat im Besonderen als Verfasser von Biographien über amerikanische Staatsmänner hervor. Die Harvard University ehrte ihn 1911 durch die Verleihung des Honrary Degree of Doctor of Letters (Litt. D. honoris causa).

## Mitgliedschaften
1906 wurde er in die American Academy of Arts and Letters gewählt.

## Publikationen
- The law of arbitration and award. In: The Making of the Modern Law, Little, Brown, Boston, 1872
- zusammen mit Arthur Orton: Famous trials : the Tichborne, claimant, Troppmann, Prince Pierre Bonaparte, Mrs. Wharton, the Meteor, Mrs. Fair. Little, Brown and Co., Boston, 1874
- The life of Alexander Hamilton. In: The Making of the Modern Law, Little, Brown, Boston, 1876
- Thomas Jefferson. In: American statesmen (Standard library ed.), volume 11., Houghton, Mifflin and Co., Boston, New York, 1883
- John Adams. In: American statesmen (Standard library ed.), volume 6., Houghton, Mifflin and Co., Boston, New York, 1885
- Benjamin Franklin. In: American statesmen (Standard library ed.), volume 1., Houghton, Mifflin and Co., Boston, New York, 1889g
- Life and letters of Oliver Wendell Holmes. Houghton, Mifflin and Co., Boston, 1896
- John Quincy Adams. In: American statesmen (Standard library ed.), volume 15., Houghton, Mifflin and Co., Boston, 1898
- Abraham Lincoln. In: American statesmen (Standard library ed.), volume 25., Houghton, Mifflin and Co., Boston, 1899
- zusammen mit Harvey Cortlandt Voorhees: A treatise on the law of banks and banking. Little, Brown, Boston, 1928
- Thomas Sergeant Perry; a memoir. Houghton, Mifflin and Co., Boston, 1929